# Estatic Fear
Estatic Fear (Từ "Estatic" trong tên là kết hợp của ecstatic và esthetic) là một ban nhạc metal đến từ Linz, Áo. 
Các bài hát của họ mang nhiều phong cách từ các thể loại nhạc khác nhau như Doom metal, gothic metal, folk và nhạc cổ điển.

## Hoạt động
Ban nhạc được thành lập vào năm 1994 với mục đích là kết hợp giữa âm điệu cổ điển và dark metal, pha trộn giữa các loại nhạc cụ như đàn luýt, sáo, piano.
Năm 1995, ban nhạc Estatic Fear cùng với các ban nhạc như Coffee & Cream, Mortus, Born In The Bottle, Bereavement, Nochtschicht, Herb, Dystrophy, Still No Name, và Out Of Cage. được đưa vào tập biên soạn mang tên "Exit", thực hiện bởi Martin Auzinger và Peter Kern.
Năm 1996, Estatic Fear đã ký hợp đồng với CCP Records, dẫn tới sự ra đời album đầu tiên của họ mang tên "Somnium Obmutum". Album gồm 4 bài bi tráng với 2 bài nhạc không lời ngắn và 2 bài tương đối dài. Ở album này, doom metal đã được phối hợp với nhạc giao hưởng gồm dương cầm, đàn luýt, sáo và đàn ghi-ta acoustic. Tác phẩm này đã nhận được nhiều sự ủng hộ từ giới truyền thông và với fan underground metal.
Sau gần 3 năm không hoạt động, Matthias Kogler (Còn được biết đến với bút danh "Calix Miseriae") đã hoàn thiện album thứ 2 mang tên "A Sombre Dance". Toàn bộ album là thành quả từ một người, vì những thành viên còn lại đã rời bỏ ban nhạc từ trước. Những nhạc sĩ được mời vào dự án để hỗ trợ những nhạc cụ còn thiếu sốt đã được ghi danh vào bìa album. Các track trong album được đặt tên từ "Chapter I" cho đến "Chapter IX" để chỉ ra rằng album được thể hiện có cốt truyện (hay còn gọi là "Concept album"), với các câu chuyện được nối liên tiếp nhau qua từng chương.
Mặc dù Estatic Fear chưa đạt được những thành quả đặc biệt mang tính thương mại, họ đã tạo nên được một lượng fan không nhỏ từ các nơi trên thế giới sau sự ra đời của album "A Sombre Dance".
Cái tên Estatic Fear cũng được xướng lên trong một album của ban nhạc Hrossharsgrani Schattenkrieger (2002, CCP Records) cũng đến từ nước Áo.
Cho đến năm 2008, Kogler dường như đã hoàn thiện những phần quan trọng cho 2 album mới, nhưng không chắc chắn rằng lúc nào anh ấy sẽ có thời gian để thu âm chúng.

## Album
- Somnium Obmutum (1996)
- A Sombre Dance (1999)

## Thành viên

### Thành viên hiện tại
- Matthias 'Calix Miseriea' Kogler - Ghi-ta, Piano

### Ban nhạc đầy đủ gần đây nhất
- Matthias 'Calix Miseriea' Kogler - Ghi-ta (điện và acoustic), piano, keyboard.
- Milan 'Astaroth Magus' Pejak - Trống
- Markus Miesbauer - Bass, hát
- Jürgen 'Jay' Lalik - vocal
- Thomas Hirtenkauf - vocal
- Klaus Kogler - Đàn luýt
- Bernhard Vath - Dương cầm
- Claudia Schöftner - hát
- Franz Hageneder - Sáo
- Markus Schickerbauer - Trống

### Thành viên cũ
- Markus Pointner - Trống
- Beowulf - vocals, bass
- Stauff - Ghi-ta
- Marion - hát